# Roman Knižka
Roman Knižka (ur. 8 lutego 1970 w Budziszynie) – niemiecki aktor.

## Filmografia

### Filmy
- 2000: Bliźniaczki (De Tweeling) jako Martin
- 2003: Anatomia 2 (Anatomie 2) jako Hagen
- 2009: Kot w butach (Der gestiefelte Kater, TV) jako kot Minkus
- 2014: Cecelia Ahern: Moje całe pół życia (My Whole Half Life) jako Adam Black
- 2017: Cała wieś tańczy do heavy metalu (Ein Dorf rockt ab ansehen, TV) jako Paul Leonard
- 2017: Das Luther-Tribunal - Zehn Tage im April (TV) jako Martin Luter

### Seriale
- 1997: Kobra – oddział specjalny – odc. „Wypadek” („Crash”) jako Tom Armbruster
- 1997: Tatort: Nahkampf jako Gefreiter Wolfgang Spirefka
- 1999: Komisarz Rex jako Anton Paretz
- 2000: Tatort: Einsatz in Leipzig jako Bob Vodenka
- 2003: Tatort: Das Phantom jako Ronald 'Ronny' Lochte + Hans-Peter Nesch
- 1999: Komisarz Rex jako Walter Huneck
- 2004: Tatort: Janus jako Felix Klär
- 2006: Kobra – oddział specjalny – odc. „Ostatni skok” („Der letzte Coup”) jako Falk
- 2008: Tatort: Todesstrafe jako Klaus Arend
- 2009: Tatort: Familienaufstellung jako dr Philipp Lewald
- 2013: Ostatni gliniarz – odc. „Romeo i Julia” jako Sebastian Bergmann
- 2014: Kobra – oddział specjalny – odc. „Rewolucja” („Revolution”) jako Torsten Striebeck
- 2015: Tatort: Kälter als der Tod jako Martin Kern
- 2017: Górski lekarz (Der Bergdoktor) jako dr Thomas Mannfeld
- 2019: Kobra – oddział specjalny – odc. „Bez tchu” („Außer Atem”) jako Lennart Götz
- 2020: Tatort: Rebland jako Victor Baumann
- 2025: Tatort: Restschuld jako Jost Lehnen